# Onosma luquanense
Onosma luquanense är en strävbladig växtart som beskrevs av Y. L. Liu. Onosma luquanense ingår i släktet Onosma och familjen strävbladiga växter. Inga underarter finns listade i Catalogue of Life.